# Синій Камінь (Липецька область)
Синій Камінь (рос. Синий Камень) — присілок у Тербунському районі Липецької області Російської Федерації. Адміністративно належить до Тербунської сільради.

## Географія
Присілок розташований у південно-західній частині Липецької області, у межах чорноземної смуги в лісостеповій зоні, лісостепового району європейської частини Російської Федерації.
Синій Камінь знаходиться за 13 км на захід від центру сільради села Тербуни та за 112 км на південний захід від обласного центру міста Липецьк.
Із заходу присілка протікає струмок Синій Камінь, з півдня струмок Холопчик (протяжністю бл. 15 км), притока річки Олим, басейн річки Швидка Сосна.

## Історія
Синій Камінь входив до складу Нагорнинської сільради Тербунського муніципального району. 28 травня 2008 року Нагорнинську сільраду було об'єднано з Тербунським сільським поселенням у Тербунську сільраду.

## Клімат
| Кліматограма Синього Каменя                                                           | Кліматограма Синього Каменя | Кліматограма Синього Каменя | Кліматограма Синього Каменя | Кліматограма Синього Каменя | Кліматограма Синього Каменя | Кліматограма Синього Каменя | Кліматограма Синього Каменя | Кліматограма Синього Каменя | Кліматограма Синього Каменя | Кліматограма Синього Каменя | Кліматограма Синього Каменя |
| ------------------------------------------------------------------------------------- | --------------------------- | --------------------------- | --------------------------- | --------------------------- | --------------------------- | --------------------------- | --------------------------- | --------------------------- | --------------------------- | --------------------------- | --------------------------- |
| С                                                                                     | Л                           | Б                           | К                           | Т                           | Ч                           | Л                           | С                           | В                           | Ж                           | Л                           | Г                           |
| 40 −9 −13                                                                             | 29 −9 −12                   | 27 −3 −6                    | 41 7 3                      | 47 14 9                     | 74 18 12                    | 77 20 14                    | 62 19 13                    | 53 13 8                     | 46 6 2                      | 47 −1 −3                    | 44 −6 −8                    |
| Середня макс. і мін. температури повітря (°C) Атмосферні опади (мм), за рік : 587 мм. |                             |                             |                             |                             |                             |                             |                             |                             |                             |                             |                             |

Клімат присілка помірно-континентальний, з помірно-холодною зимою, зі стійким сніговим покривом, та теплим літом.
Опадів більше випадає влітку і на початку осені. У рік випадає близько 587 мм опадів.
Середня температура січня -9.5 °C, середня температура липня +19.8 °C.
Тривалість морозного періоду — 141 доба, з середньою температурою повітря менш 0 °C.
Стійкий сніговий покрив спостерігається протягом 102-140 днів.
Товщина снігового покриву змінюється від 10-20 см до 40-85 см.
Нормативна глибина сезонного промерзання ґрунтів становить 75 см.
Останні заморозки навесні можуть спостерігатися у перших числах травня, але іноді бувають і в червні.
Вегетаційний період на території присілку триває 180-185 діб.
Сонячне сяйво поступово збільшуюється від 35-37 годин у січні до майже 290 годин в липні.

## Населення
Станом на 2019 рік чисельність населення присілка становила 3 особи.
| 2002 | 2008 | 2009 | 2010 | 2019 |
| ▬ 4  | ▼ 2  | ▲ 3  | ▼ 2  | ▲ 3  |